# Władimir Kozielski
Władimir Siergiejewicz Kozielski (ros. Владимир Сергеевич Козельский; ur. 12 stycznia 1942 w miejscowości Aleksandrowskoje w Kraju Stawropolskim) – radziecki i rosyjski pilot wojskowy w stopniu podpułkownika, astronauta. 
Ukończył Kaczyńską Wojskową Wyższą Szkołę Lotniczą Pilotów (1963) i Wojskową Akademię Sił Powietrznych w Moninie (1981). Pilot i podpułkownik sił powietrznych rezerwy.
12 kwietnia 1967 został powołany do 4. grupy kosmonautów sił powietrznych. Związany w tym trening przechodził między majem 1967 a 18 sierpnia 1969. W korpusie kosmonautów do 20 kwietnia 1983. Stanowił załogę zapasową czterech misji kosmicznych – wykonanej Sojuz 24, i trzech anulowanych: Sojuz 25A, TKS-1 i TKS-2. Później był zastępcą dyrektora lotu stacji kosmicznej Mir. Na emeryturze od 1992. Jest żonaty, ma dwoje dzieci.